# Håmojåkk
Håmojåkk of Håmojokk is een plaatsaanduiding binnen de Zweedse gemeente Gällivare. Håmojåkk wordt gevormd door een halteplaats en rangeergelegenheid aan de Ertsspoorlijn (sinds 1904; code Håk). Vanuit Håmojåkk kunnen voet- en skitochten gehouden worden naar het Sjaunja Natuurreservaat of Lina Natuurreservaat. Verder is het dorp bereikbaar via een eigen weg vanuit Gällivare; de weg heeft destijds waarschijnlijk gediend voor de aanvoer van het materiaal voor de spoorlijn.